# 布济克
布济克（法語：Bouzic，法語發音：[buzik]）是法国多尔多涅省的一个市镇，属于萨拉拉卡内达区。

## 地理
布济克（44°43'35"N, 1°13'10"E）面积11.76 平方千米，位于法国新阿基坦大区多爾多涅省，该省份为法国西南部内陆省份，是法國本土面积第三大的省，大致对应佩里戈尔地区，北起顺时针与夏朗德省、上维埃纳省、科雷兹省、洛特省、洛特-加龙省、吉倫特省和滨海夏朗德省接壤。
与布济克接壤的市镇（或旧市镇、城区）包括：圣马夏尔德纳比拉、康帕尼亚克-莱凯尔西、达格朗、弗洛里蒙-戈米耶。

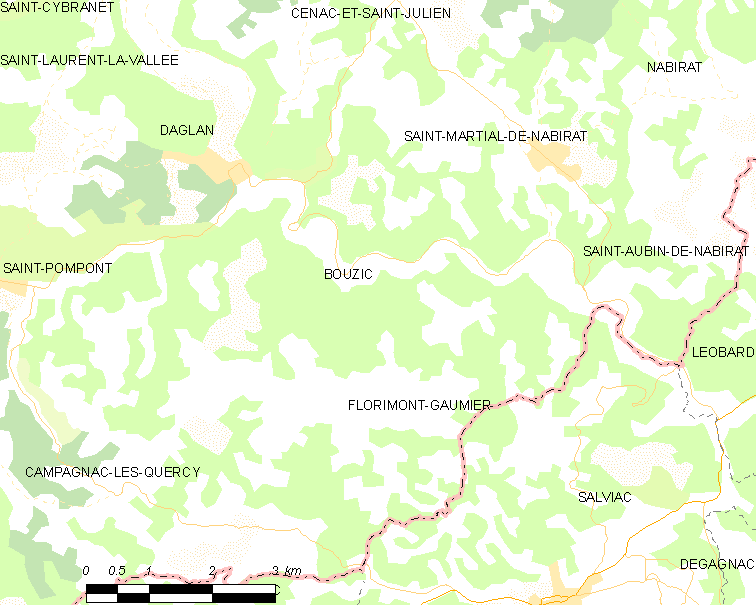
布济克的OSM定位图

布济克的时区为UTC+01:00、UTC+02:00（夏令时）。

## 行政
布济克的邮政编码为24250，INSEE市镇编码为24063。

## 政治
布济克所属的省级选区为多尔多涅河谷县。

## 人口

1962-2008年间布济克人口变化图示

布济克于2022年1月1日时的人口数量为154人。